# Rookie Records/Diskografie
Die Diskografie von Rookie Records umfasst alle Veröffentlichungen des Labels Rookie Records, das 1996 gegründet wurde und seinen Sitz seit 2015 in Hamburg hat.

## Liste der Veröffentlichungen
Die Veröffentlichungen sind nach den Katalognummern sortiert, lassen sich aber nach den anderen Merkmalen sortieren. Nicht alle Nummern sind besetzt.
| Band                                         | Titel                                                 | Jahr | Format    | Code | Anmerkungen                            |
| -------------------------------------------- | ----------------------------------------------------- | ---- | --------- | ---- | -------------------------------------- |
| Attention! Rookies                           | Cracked                                               | 1996 | 10’’      | 001  |                                        |
| Kick Joneses                                 | Streets Full of Idiots                                | 1997 | LP        | 002  |                                        |
| Attention! Rookies                           | Spritpop                                              | 1996 | 10’’      | 004  |                                        |
| Kick Joneses                                 | Who Put the Voodoo Into Punkrock?                     | 2000 | LP        | 005  |                                        |
| The Jones                                    | Gravity Blues                                         | 2000 | LP        | 006  |                                        |
| Spermbirds                                   | Something to Prove                                    | 2006 | LP        | 007  | Re-Release                             |
| Turbostaat                                   | Flamingo                                              | 2000 | LP        | 008  | Kooperation mit Schiffen Records       |
| The Duvals                                   | Beauty                                                | 2001 | LP        | 009  | Kooperation mit Mother Stoat Recording |
| Mustang 666                                  | Planters Punch                                        | 2001 | 7’’       | 010  |                                        |
| Die Walter Elf                               | Heut’ oder nie                                        | 2002 | LP        | 012  |                                        |
| Die Walter Elf                               | Die Angst des Tormanns beim Elfmeter (Re-Release)     | 2006 | CD        | 013  |                                        |
| Kick Joneses                                 | Tales of Discontent                                   | 2003 | CD/LP     | 014  |                                        |
| Genepool                                     | Blood Turns to Water                                  | 2003 | 7’’       | 015  |                                        |
| Turbostaat                                   | Schwan                                                | 2003 | LP/CD     | 016  |                                        |
| Terrorgruppe                                 | Blechdose                                             | 2002 | 2LP       | 017  |                                        |
| Terrorgruppe                                 | Fundamental                                           | 2003 | LP        | 018  |                                        |
| Terrorgruppe feat. Commander Starfuck        | Fischertechnik                                        | 2004 | 7’’       | 019  |                                        |
| Spermbirds                                   | Common Thread                                         | 2005 | CD        | 021  |                                        |
| Spermbirds                                   | Eating Glass                                          | 2005 | CD        | 022  |                                        |
| Spermbirds                                   | Something to Prove                                    | 2005 | LP        | 023  |                                        |
| Spermbirds/Genepool                          | Split-7’’                                             | 2005 | 7’’       | 024  |                                        |
| Stokoe                                       | The Experiment Has Been a Complete and Utter Failure! | 2005 | CD        | 025  |                                        |
| Walter Elf                                   | Don’t Forget the Fun – Das Abschiedskonzert!          | 2006 | DVD       | 027  |                                        |
| Spermbirds                                   | Something to Prove / Nothing Is Easy                  | 2006 | CD        | 028  | Kompilation                            |
| Spermbirds                                   | Commond Thread                                        | 2006 | LP        | 030  | Re-Release                             |
| Walter Elf                                   | Die Angst des Tormanns beim Elfmeter                  | 2006 | CD        | 031  | Re-Release                             |
| Walter Elf                                   | Heut’ oder nie                                        | 2006 | CD        | 032  | Re-Release                             |
| The Pleasure                                 | Same                                                  | 2006 | CD        | 033  |                                        |
| Kick Joneses                                 | Streets Full of Idiots & Bonus                        | 2006 | CD        | 034  | Re-Release der LP                      |
| Yakuzi                                       | One to All!                                           | 2006 | CD        | 035  |                                        |
| Frau Doktor                                  | Wer mich leiden kann kommt mit                        | 2006 | CD        | 036  |                                        |
| Earthbend                                    | Young Man Afraid                                      | 2007 | CD        | 037  |                                        |
| HeadCrash                                    | [cranium]                                             | 2006 | CD        | 038  |                                        |
| Steakknife                                   | Parallel Universe of the Dead                         | 2006 | CD/LP     | 039  |                                        |
| Handsome Hank and His Lonesome Boys          | Live at Murmansk                                      | 2007 | CD        | 040  |                                        |
| Spermbirds                                   | Set an Example                                        | 2007 | CD        | 041  | Re-Release                             |
| Bitume                                       | Gut im Trend                                          | 2007 | CD/LP     | 042  |                                        |
| Genepool/Pristine                            | Split-7’’                                             | 2007 | 7’’       | 044  |                                        |
| Geld et Nelt                                 | Bass uff!                                             | 2007 | CD        | 045  |                                        |
| Hallo Kwitten                                | Gurus of Peace                                        | 2007 | CD        | 046  |                                        |
| Diego                                        | Diego                                                 | 2007 | CD        | 047  |                                        |
| The Bottrops                                 | Reduziert                                             | 2007 | 7’’       | 048  |                                        |
| The Bottrops                                 | The Bottrops                                          | 2007 | LP        | 049  |                                        |
| Spermbirds                                   | Me and My People                                      | 2007 | 2DVD      | 050  |                                        |
| Jingo de Lunch                               | The Independent Years 1987–1989                       | 2007 | CD        | 051  | Kompilation                            |
| Blitztrumpf                                  | Kipling’s Rock                                        | 2007 | 7’’       | 052  |                                        |
| Yakuzi                                       | Thin Red Line                                         | 2007 | CD        | 054  |                                        |
| Atomic                                       | Coming Up from the Streets                            | 2007 | LP        | 055  |                                        |
| I Walk the Line                              | Black Wave Rising!                                    | 2008 | CD/LP     | 056  |                                        |
| Monkeeman                                    | Life in the Backseat                                  | 2008 | CD        | 057  |                                        |
| The Pleasure                                 | Travel Inside                                         | 2008 | CD        | 058  |                                        |
| Earthbend                                    | Harmonia                                              | 2008 | CD        | 059  |                                        |
| Interstate 5                                 | Im Erklärton                                          | 2008 | CD        | 061  |                                        |
| Knucklebone Oscar                            | Back from the Jungle                                  | 2007 | CD/LP     | 062  |                                        |
| I Walk the Line                              | Desolation Street                                     | 2008 | LP        | 063  |                                        |
| Kick Joneses                                 | True Freaks Union                                     | 2009 | CD/LP     | 065  |                                        |
| Alias Caylon                                 | Follow the Feeder                                     | 2009 | CD/2LP    | 066  |                                        |
| Hard-Ons                                     | Suck and Swallow – 25 Years 25 Songs                  | 2009 | CD        | 067  | Kompilation                            |
| Duncan Redmonds                              | Bubble And Squeak: Collaborations 2004-2008           | 2009 | CD        | 069  | Kompilation                            |
| Big John Bates                               | Bangtown                                              | 2009 | CD        | 070  |                                        |
| The Bottrops                                 | Entertainment Overkill                                | 2009 | LP        | 071  |                                        |
| Southport                                    | Armchair Supporters                                   | 2009 | CD/LP     | 072  |                                        |
| Biestig                                      | Nebenan                                               | 2009 | CD/LP     | 073  |                                        |
| El Fupa                                      | Grande                                                | 2009 | CD        | 075  |                                        |
| Big Drill Car                                | A Never Ending Endeavor                               | 2009 | CD/LP/2LP | 076  | Kompilation                            |
| VA                                           | Die Verhältnisse rocken                               | 2009 | CD        | 077  | Sampler                                |
| Genepool                                     | Lauf!Lauf!                                            | 2010 | 078       |      |                                        |
| The Schogettes                               | Chin Up!                                              | 2009 | 7’’       | 080  |                                        |
| The Schogettes                               | Move Something                                        | 2009 | 7’’       | 081  |                                        |
| Die Aeronauten                               | Hallo Leidenschaft                                    | 2010 | CD        | 082  |                                        |
| Heartbreak Stereo                            | Carried Through This Waltz                            | 2010 | 083       |      |                                        |
| No Shame                                     | Ironing Day                                           | 2010 | CD        | 084  |                                        |
| I Walk the Line                              | Language of the Lost                                  | 2010 | CD        | 085  |                                        |
| Die Walter Elf                               | Männer in rot                                         | 2010 | 7’’/MCD   | 087  |                                        |
| Spermbirds                                   | A Columbus Feeling                                    | 2010 | LP        | 088  |                                        |
| Frau Doktor                                  | Grenzen der Gemütlichkeit                             | 2010 | CD        | 089  | Kompilation                            |
| Sweatmaster                                  | Dig Up This Knife                                     | 2010 | CD/LP     | 090  |                                        |
| Spermbirds                                   | Tour 2010                                             | 2010 | 7’’       | 091  |                                        |
| Pascow                                       | Alles muss kaputt sein                                | 2010 | CD/LP/DL  | 092  |                                        |
| Bitume                                       | Lolch                                                 | 2010 | CD/LP     | 093  |                                        |
| Knucklebone Oscar                            | Welcome to Trash Vegas                                | 2010 | CD/LP     | 094  |                                        |
| Puta Madre Brothers                          | Queso y Cojones                                       | 2010 | CD/LP     | 096  |                                        |
| Gammablitzboys                               | 1,21 Gigawatt                                         | 2010 | CD        | 097  |                                        |
| Genepool                                     | {Spalter!}                                            | 2011 | CD        | 098  |                                        |
| City Light Thief                             | Laviin                                                | 2011 | LP        | 099  |                                        |
| Spermbirds/Walter 11                         | Don’t Forget the Fun!                                 | 2012 | 7’’       | 100  | Re-Release                             |
| The Sewer Rats                               | Rat Attack                                            | 2009 | CD        | 101  |                                        |
| Samavayo                                     | Cosmic Knockout                                       | 2011 | LP        | 102  |                                        |
| The Sewer Rats                               | Wild at Heart                                         | 2011 | CD/LP     | 103  |                                        |
| Möfahead                                     | Zauber der Magie                                      | 2011 | LP        | 104  |                                        |
| Love A                                       | Eigentlich                                            | 2011 | CD/LP     | 108  |                                        |
| Loaded                                       | Bloodshot Forget-Me-Nots                              | 2011 | CD/LP     | 109  |                                        |
| Bungalow 7                                   | We Are Here                                           | 2011 | CD/LP     | 110  |                                        |
| Die Aeronauten                               | Too Big to Fail                                       | 2012 | 2CD       | 112  |                                        |
| Bambix                                       | The Story Tailor                                      | 2012 | CD/LP     | 113  |                                        |
| Dumbell                                      | Electrifying tales                                    | 2012 | CD/LP     | 114  |                                        |
| Puta Madre Brothers                          | It’s a Long Way to Meximototown                       | 2012 | CD/LP     | 115  |                                        |
| Stick Boy                                    | Suc                                                   | 2012 | LP        | 116  |                                        |
| Love A                                       | Valentinstag                                          | 2012 | 7’’       | 117  |                                        |
| Diving for Sunken Treasure                   | Caravan                                               | 2012 | 7’’       | 118  |                                        |
| Diving for Sunken Treasure                   | Raaa!                                                 | 2012 | CD        | 119  |                                        |
| City Light Thief                             | The Music of Chance                                   | 2020 | 10’’      | 120  |                                        |
| Pascow/Spermbirds                            | Split-7’’                                             | 2012 | 7’’       | 122  |                                        |
| Big John Bates                               | Battered Bones                                        | 2012 | CD/LP     | 125  |                                        |
| The Sensational Skydrunk Heartbeat Orchestra | Tainted Love                                          | 2012 | 10’’      | 127  |                                        |
| The Bottrops                                 | Hinterhofhits                                         | 2012 | LP        | 128  |                                        |
| Black Sheriff                                | Night Terrors                                         | 2012 | CD/LP     | 130  |                                        |
| The Bone Idles/Danger!Man                    | Kaos Conspiracy                                       | 2013 | CD/12’’   | 131  |                                        |
| Diving for Sunken Treasure                   | Motherfucker Jazz Bar                                 | 2013 | CD/LP     | 132  | Nummer wurde zweimal vergeben          |
| Love A                                       | Windmühlen                                            | 2013 | 7’’       | 132  | Nummer wurde zweimal vergeben          |
| The Fume                                     | The Fume                                              | 2013 | 7’’       | 133  |                                        |
| NinaMarie                                    | Feuer in der Nachbarschaft                            | 2012 | 12’’      | 134  |                                        |
| Love A                                       | Irgendwie                                             | 2013 | CD/LP     | 135  |                                        |
| The Fume                                     | Rock’n’Roll Ain’t a Seasonal Thing                    | 2013 | CD/LP     | 136  |                                        |
| The Stanfields                               | Death & Taxes                                         | 2012 | CD/LP     | 140  |                                        |
| Guz                                          | Der beste Freund des Menschen                         | 2013 | CD        | 143  |                                        |
| HDQ                                          | Lost in Translation                                   | 2013 | CD/LP     | 144  |                                        |
| The Stanfields                               | For King and Country                                  | 2013 | CD/LP     | 146  |                                        |
| Bitume                                       | Zeichen                                               | 2014 | CD/LP     | 148  |                                        |
| The Sigourney Weavers                        | Passenger                                             | 2014 | 7’’       | 149  |                                        |
| Pascow                                       | Diene der Party                                       | 2014 | CD/LP     | 150  |                                        |
| Statues on Fire                              | Phoenix                                               | 2014 | LP        | 154  |                                        |
| The Sigourney Weavers                        | Blockbuster                                           | 2014 | CD        | 156  |                                        |
| The Town Heroes                              | Sunday Movies                                         | 2014 | CD        | 157  |                                        |
| Monkeeman                                    | Lo-Fi Against Lowe Lifes                              | 2014 | CD/LP     | 159  |                                        |
| Canyoucancan                                 | Step by Step / Secret Agent Girl                      | 2014 | 7’’       | 160  |                                        |
| Loaded                                       | Can’t Stop, Won’t Stop                                | 2014 | 7’’       | 161  |                                        |
| Hard-Ons                                     | Peel Me Like a Egg                                    | 2014 | CD/LP     | 166  |                                        |
| Black Sheriff                                | Party Killer                                          | 2014 | CD        | 167  |                                        |
| Love A/Koeter                                | Split                                                 | 2014 | 12’’      | 168  |                                        |
| Bar                                          | Bar                                                   | 2014 | LP        | 171  |                                        |
| Steakknife                                   | God Pill                                              | 2014 | LP        | 173  | Re-Release                             |
| Steakknife                                   | Songs Men Have Died For                               | 2014 | LP        | 174  | Re-Release                             |
| Koeter                                       | Caribbean Nights                                      | 2015 | LP        | 175  |                                        |
| Hyphonics                                    | Camping                                               | 2015 | 7’’       | 176  |                                        |
| Love A                                       | Jagd und Hund                                         | 2015 | CD/LP     | 180  |                                        |
| Big John Bates                               | From the Bestiary to the Leathering Room              | 2015 | CD/LP     | 185  |                                        |
| Puta Madre Brothers                          | Amor y Basura                                         | 2015 | LP        | 186  |                                        |
| Steakknife                                   | One Eyed Bomb                                         | 2015 | CD/LP     | 192  |                                        |
| The Stanfields                               | Modem Operandi                                        | 2015 | LP        | 193  |                                        |
| Die Aeronauten                               | Heinz                                                 | 2015 | CD/LP     | 195  |                                        |
| Sedlmeir                                     | Melodien sind sein Leben                              | 2015 | LP        | 196  |                                        |
| Schreng Schreng & La La                      | Echtholzstandby                                       | 2016 | CD        | 200  |                                        |
| Illegale Farben                              | Illegale Farben                                       | 2016 | CD/LP     | 204  |                                        |
| Bitume                                       | Aku                                                   | 2017 | LP        | 205  |                                        |
| The Town Heroes                              | Please, Everyone                                      | 2015 | 2LP       | 206  |                                        |
| Pascow/Love A/Steakknife/Illegale Farben     | Nau & Forever                                         | 2016 | 7’’       | 210  |                                        |
| Statues on Fire                              | No Tomorrow                                           | 2016 | LP        | 211  |                                        |
| Like a Motorcycle                            | High Hopes                                            | 2016 | CD/LP     | 212  |                                        |
| Huck Blues                                   | Für Chopin                                            | 2016 | LP        | 215  |                                        |
| Kick Joneses                                 | Unexpected Gift                                       | 2016 | 2CD/2LP   | 218  | Kompilation                            |
| Keele                                        | Gut und dir                                           | 2016 | CD/LP     | 224  |                                        |
| The Sewer Rats                               | Heartbreaks and Milkshakes                            | 2017 | CD/LP     | 225  |                                        |
| The Schogettes                               | Finally Do It                                         | 2017 | CD        | 226  |                                        |
| Love A                                       | Nichts ist neu                                        | 2017 | CD/LP     | 227  |                                        |
| Puerto Hurraco Sisters                       | Goin’ Out                                             | 2017 | CD/LP     | 233  |                                        |
| Karoshi                                      | Rabauken und Trompeten                                | 2017 | LP        | 236  |                                        |
| Zach Mathieu                                 | Highs & lows                                          | 2017 | CD/LP     | 238  |                                        |
| Die Walter Elf                               | Heut’ oder nie                                        | 2017 | Pic-LP    | 241  | Re-Release                             |
| Spermbirds                                   | Set an Example                                        | 2016 | Pic-LP    | 243  | Re-Release                             |
| Illegale Farben                              | Grau                                                  | 2017 | CD/LP     | 245  |                                        |
| Sedlmeir                                     | Fluchtpunkt Risiko                                    | 2017 | CD/LP     | 247  |                                        |
| Sick Hyenas                                  | Heaven for a While                                    | 2017 | CD/LP     | 248  |                                        |
| Bar                                          | Keep Smiling                                          | 2018 | LP        | 249  |                                        |
| The Stanfields                               | Limboland                                             | 2018 | CD/LP     | 250  |                                        |
| Not Scientists                               | Golden Staples                                        | 2018 | CD/LP     | 260  |                                        |
| Baretta Love                                 | Baretta Love                                          | 2018 | CD/LP     | 262  |                                        |
| Leto                                         | Vor die Hunde                                         | 2018 | CD/LP     | 263  |                                        |
| Schreng Schreng & La La                      | Alles muss brennen                                    | 2019 | 7’’       | 265  |                                        |
| Beginnings                                   | Recover                                               | 2018 | CD/LP     | 268  |                                        |
| Matches                                      | X                                                     | 2018 | LP        | 271  |                                        |
| Pascow                                       | Jade                                                  | 2019 | CD/LP     | 272  |                                        |
| Big John Bates                               | Skinners Cage                                         | 2019 | LP        | 274  |                                        |
| Keele                                        | Kalte Wände                                           | 2019 | CD/LP     | 277  |                                        |
| Spermbirds                                   | Go to Hell Then Turn Left                             | 2019 | CD/LP     | 278  |                                        |
| Bitume                                       | Kaputt                                                | 2019 | CD/LP     | 280  |                                        |
| Loaded                                       | New Perditionaries                                    | 2019 | CD/LP     | 281  |                                        |
| Spermbirds                                   | Common Thread                                         | 2019 | LP        | 286  | Re-Release                             |
| Rong Kong Koma                               | Lebe dein Traum                                       | 2020 | LP        | 292  |                                        |
| Shirley Holmes                               | Die Krone der Erschöpfung                             | 2020 | LP        | 296  |                                        |
| Frau Doktor                                  | Onkel Punk                                            | 2020 | LP        | 297  |                                        |
| Various                                      | Bla sind wir – Soli Sampler                           | 2020 | LP        | 303  | Soli-Sampler                           |

Veröffentlichungen mit unbekannter oder ohne Katalognummer
| Band                                         | Titel                                  | Jahr | Format      | Anmerkungen                                  |
| -------------------------------------------- | -------------------------------------- | ---- | ----------- | -------------------------------------------- |
| Bitume                                       | Ein schöner Tag am Hafen               | 2007 | Maxi-Single |                                              |
| Wabbleg                                      | Voices                                 | 2008 | Minialbum   | „supported by Rookie Records“                |
| Monkeeman                                    | Lonely Guy                             | 2008 | Maxi-CD     |                                              |
| I Walk the Line                              | Black Wave                             | 2008 | Single-CD   | Promosingle für Album Black Wave Rising!     |
| Textbook                                     | Boxing Day Massacre                    | 2008 | CD          | Zusammenarbeit mit Boss Tuneage              |
| The Sensational Skydrunk Heartbeat Orchestra | Grown                                  | 2009 | CD          |                                              |
| I Walk the Line                              | Sleepwalking (to the End of the World) | 2010 | Single-CD   | Zusammenarbeit mit Fullsteam Records         |
| The Sensational Skydrunk Heartbeat Orchestra | Feet They Hardly Touch the Ground      | 2010 | Maxi-CD     |                                              |
| Various Artists                              | Edition Rookie Publishing #2           | 2011 | CD          | Sampler                                      |
| The Sensational Skydrunk Heartbeat Orchestra | Hinterland                             | 2011 | CD          |                                              |
| Frau Potz/Love A                             | Split-7’’                              | 2012 | 7’’         | Zusammenarbeit mit Delikatess Tonträger      |
| Various Artists                              | Edition Rookie Publishing #3           | 2013 | CD          | Sampler                                      |
| The Noise                                    | East of First                          | 2014 | 7’’         |                                              |
| Love A                                       | Weder noch / Kanten                    | 2016 | 7’’         |                                              |
| Pascow                                       | Lost Heimweh                           | 2017 | Boxset      | in Zusammenarbeit mit Kidnap Music           |
| Angelika Express/Illegale Farben             | Split-7’’                              | 2019 | 7’’         |                                              |
| Spermbirds                                   | The Wind Don’t Ask – Tour Single       | 2019 | 7’’         | Exklusive Veröffentlichung für die Tour 2019 |
| Trixsi                                       | Trixsi                                 | 2019 | 7’’         | Limitiert auf 200 Stück                      |